# Hosea Macharinyang
Hosea Macharinyang (ur. 12 czerwca 1986; zm. 9 października 2021 w West Pokot) – kenijski lekkoatleta, długodystansowiec.

## Osiągnięcia
- 5 złotych medali w drużynie podczas mistrzostw świata w biegach przełajowych :
  - Bruksela 2004, w kategorii juniorów
  - Saint-Étienne 2005, w kategorii juniorów
  - Fukuoka 2006, w kategorii seniorów (długi dystans)
  - Mombasa 2007, w kategorii seniorów
  - Edynburg 2008, w kategorii seniorów
- brązowy medal mistrzostw świata w biegach przełajowych (drużyna seniorów, Bydgoszcz 2013)
- srebrny medal mistrzostw Afryki juniorów (bieg na 10 000 m, Radis 2005)

## Rekordy życiowe
- bieg na 3000 m - 7:46,93 (2007)
- bieg na 5000 m - 13:09,85 (2007)
- bieg na 10 000 m - 27:58,41 (2007)